# Académie de Rouen (éducation)
Pour les articles homonymes, voir Académie de Rouen.
L'académie de Rouen est une ancienne circonscription éducative ayant existé de 1964 à 2019, sous la responsabilité d'un recteur d'académie. Elle regroupait les ensembles scolaires des départements de l'Eure et la Seine-Maritime. Chacun des départements qui composent l'Académie est dirigé par un Inspecteur d'académie - inspecteur pédagogique régional (IA-IPR), directeur des services départementaux de l'Éducation nationale.

## Historique
L’académie de Rouen a été créée en 1964, par la division de l'académie de Caen.
Avec la réforme territoriale de 2014, les rectorats de Caen et de Rouen forment la région académique de Normandie. Le recteur de Caen a autorité sur celle-ci, même si Rouen conserve un recteur jusqu'à septembre 2017. Cependant à partir de septembre 2017 le recteur de Caen devient en même temps celui de Rouen, ce qui rend la possibilité d'une fusion avec un seul rectorat régional à Caen et des délégations sur les autres départements normands de plus en plus plausible, comme c'était le cas avant 1964. Le 1er janvier 2020, les académies de Caen et de Rouen fusionnent pour donner naissance à l'académie de Normandie, dont le siège est fixé à Caen.

## Effectifs
À la rentrée 2010, l'académie de Rouen accueillait 357 730 élèves (public et privé sous contrat, de la maternelle au post-bac sous statut scolaire).
Elle est alors la 15e académie de France par sa population scolaire.

## Recteurs d'académie
| Période   | Nom                     | Décret de nomination |       |
| --------- | ----------------------- | -------------------- | ----- |
| 1964-1975 | Michel Chevalier        |                      |       |
| 1975-1977 | Jacques Farran          |                      |       |
| 1977-1979 | Yves Durand             |                      |       |
| 1979-1981 | Claude Roche            |                      |       |
| 1981-1983 | Christian Bècle         |                      |       |
| 1983-1984 | Paul Bachelard          |                      |       |
| 1984-1988 | Daniel Bancel           |                      |       |
| 1988-1991 | Gabriel Bianciotto      |                      |       |
| 1991-1993 | Christian Gras          |                      |       |
| 1993-1995 | Joëlle Le Morzellec     |                      |       |
| 1996-2002 | Paul Desneuf            | 18 janvier 1996      | [ 1 ] |
| 2002-2005 | Nicole Bensoussan       | 31 octobre 2002      | [ 2 ] |
| 2005-2009 | Jean-Jacques Pollet     | 22 juillet 2005      | [ 3 ] |
| 2009-2012 | Marie-Danièle Campion   | 9 avril 2009         | [ 4 ] |
| 2012-2013 | Florence Robine         | 1er mars 2012        | [ 5 ] |
| 2013-2015 | Claudine Schmidt-Lainé  | 3 janvier 2013       | [ 6 ] |
| 2015-2017 | Nicole Ménager          | 10 septembre 2015    | [ 7 ] |
| 2017-2019 | Denis Rolland           | 22 novembre 2017     | [ 8 ] |
| 2019      | Christine Gavini-Chevet | 1er avril 2019       | [ 9 ] |

## Animation pédagogique
Pour assurer l'ensemble de ses missions pédagogiques, le rectorat est composé de pôles d'animation, parmi lesquels on peut citer :
- La Cellule d'appui à l'innovation et à l'expérimentation
- La DAAC : Délégation Académique à l'Action Culturelle
- La DAET : Délégation Académique aux Enseignements Techniques
- La DAFPIC : Délégation à la Formation Professionnelle Initiale et Continue, à la formation des personnels de l’Éducation nationale
- La DALEC : Délégation Académique pour L’Égalité des Chances
- La DAREIC : Délégation Académique aux Relations Européennes et Internationales et à la Coopération
- La DANÉ : Délégation Académique au Numérique Éducatif
- Le SAIO : Service Académique d'Information et d'Orientation

Les activités pédagogiques du Rectorat sont également menées par les Inspecteurs d'Académie - Inspecteurs Pédagogiques Régionaux (IA-IPR) pour l'enseignement secondaire, les Inspecteurs de l’Éducation nationale du 2nd degré (IEN ET/EG) pour l'enseignement général et technique et les Inspecteurs de l'Éducation nationale (IEN) pour le 1er degré.

## Liste des élus au CNVL
- Jérémy Thiry-Césaire 2000-2002 élu aussi au CNJ
- Vincent Blondel 2002-2004
- Émilien Dessartre 2004-2006
- Mathias Defresne 2006-2008
- Medhi Louil 2008-2010
- Jeanne Doumic 2016-2017
- Adrien Heimburger 2017-2018